# Allophryne ruthveni
Allophryne ruthveni es una especie  de anfibio anuro de la familia Allophrynidae. Se distribuye por las regiones de selva tropical del sur de Venezuela, noroeste y centro de Brasil, Guayana y Surinam. Posiblemente también está presente en Bolivia y Colombia.